# Oskar Meyer (Mediziner)

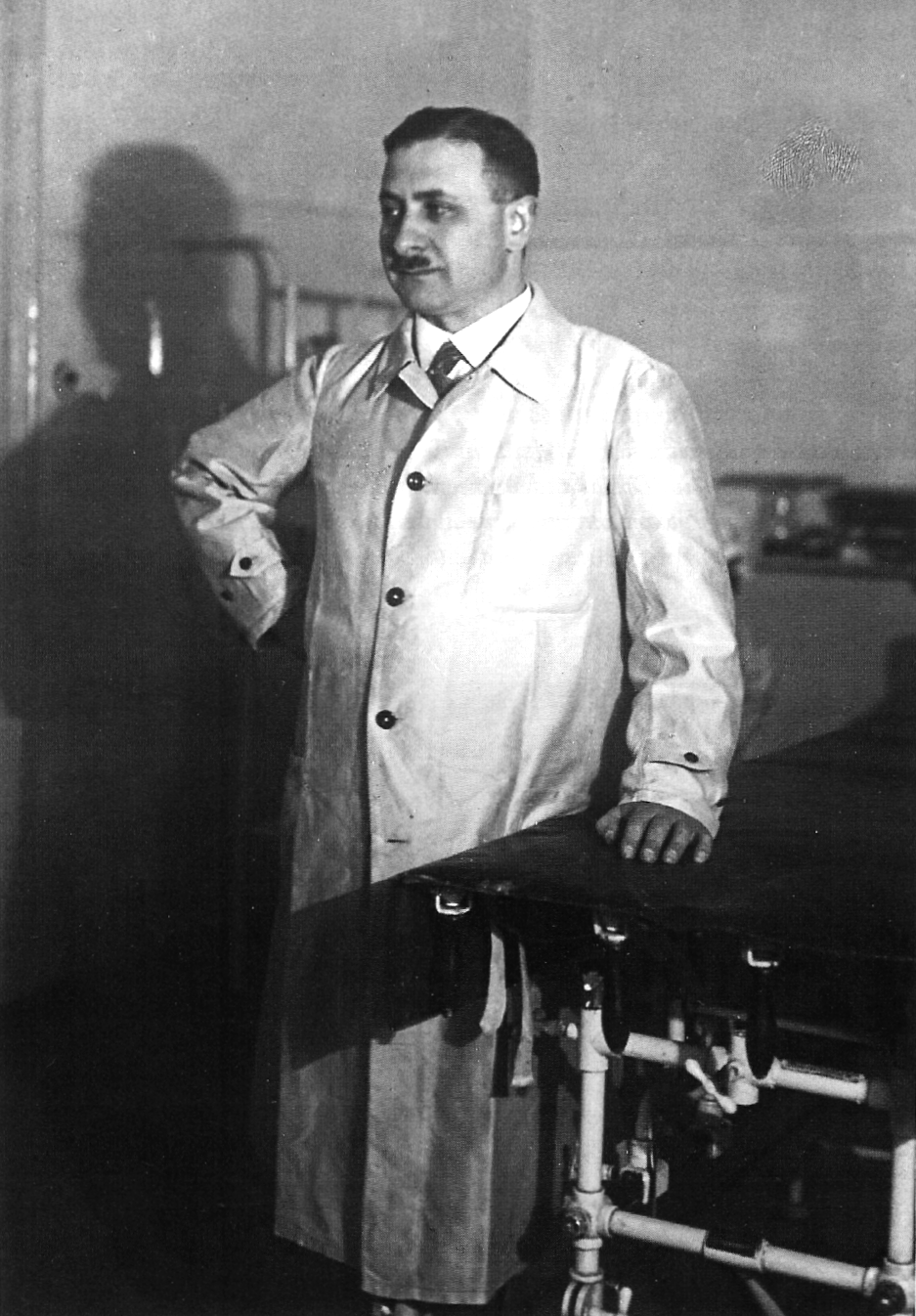
Oskar Meyer, Porträtfoto von Robert Mohrmann 1928

Oskar Salomon Meyer, auch Oscar (geboren 12. September 1880 in Lübeck; gestorben 9. November 1959 in Sisseton), war ein deutscher Orthopäde.

## Leben

### Familie
Oskar Meyer war der jüngste Sohn des aus Frechen stammenden jüdischen Kaufmanns Hermann Meyer (1842–1917) und dessen Frau Johanna, geb. Jüdel (1847–1924). Sein Vater betrieb seit 1868 unter der Firma H. Meyer & Co. eine bedeutende Rohprodukten-Großhandlung (Im- und Export) mit 100 Angestellten, 150 Arbeitern in Lübeck, die Leimleder und Fischmehl verarbeiteten, und Niederlassungen in Hamburg, Köln und New York. Beide Elternteile waren in der Lübecker Jüdischen Gemeinde aktiv, der Vater als Gemeindevorsteher von 1874 bis zu seinem Tod; die Mutter gründete 1877 den Israelitischen Frauenverein zu Lübeck.
Oskar Meyer hatte vier Geschwister. Der älteste Bruder Iwan (geb. 1872) übernahm das Familienunternehmen, wurde 1920 Vorsitzender des Fachausschusses des deutschen Rohproduktenhandels und war einer der Stifter des Behnhauses. Nach dem Ende des Unternehmens in Lübeck 1929 war er zuletzt Kaufmann in Hamburg; er starb im Oktober 1938 in Hamburg. Der Bruder Otto (geb. 1874), ebenfalls Kaufmann, kam im Holocaust um. Er war in die Niederlande geflüchtet und wurde von dort in das Konzentrationslager Auschwitz deportiert, wo er am 31. Juli 1943 starb.  Das Schicksal der Schwester Jenny (geb. 1876), die nach Minden geheiratet hatte, ist unklar. Martin (1878 Lübeck – 1966 Haifa) wurde Rechtsanwalt und Vorsteher der Jüdischen Gemeinde Lübeck. Er emigrierte 1937 mit seiner Familie nach Palästina.

### Werdegang

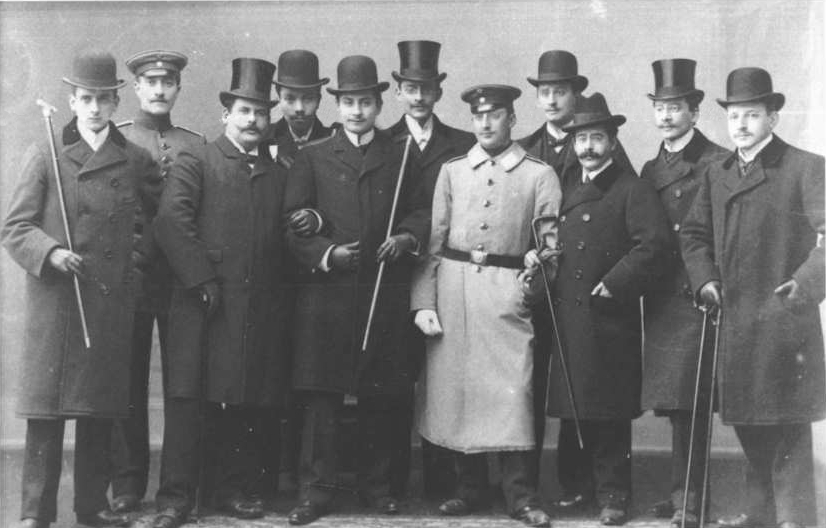
Einjährig-Freiwillige aus der jüdischen Gemeinde Lübeck. 5. von links: Oskar Meyer, 4. von rechts: Martin Meyer

Nach dem Besuch des Katharineums bis zum Abitur Ostern 1899 studierte Oskar Meyer Humanmedizin an den Universitäten Heidelberg, Kiel (Sommersemester 1901) und Berlin. Von Oktober 1901 bis April 1902 leiste er den einjährig-freiwilligen Militärdienst im 3. Garde-Regiment zu Fuß. Anschließend ging er als Schiffsarzt für fünf Monate auf große Fahrt. Ab dem Wintersemester 1902/1903 war er wieder in Kiel. Im Juli 1904 bestand er in Kiel das Staatsexamen, im Oktober wurde er mit einer Dissertation über Becken-Osteomyelitis zum Dr. med. promoviert. Danach folgte eine Ausbildung zum Facharzt für chirurgische Orthopädie in der Klinik von Oscar Vulpius in Heidelberg.

### Orthopädisches Institut

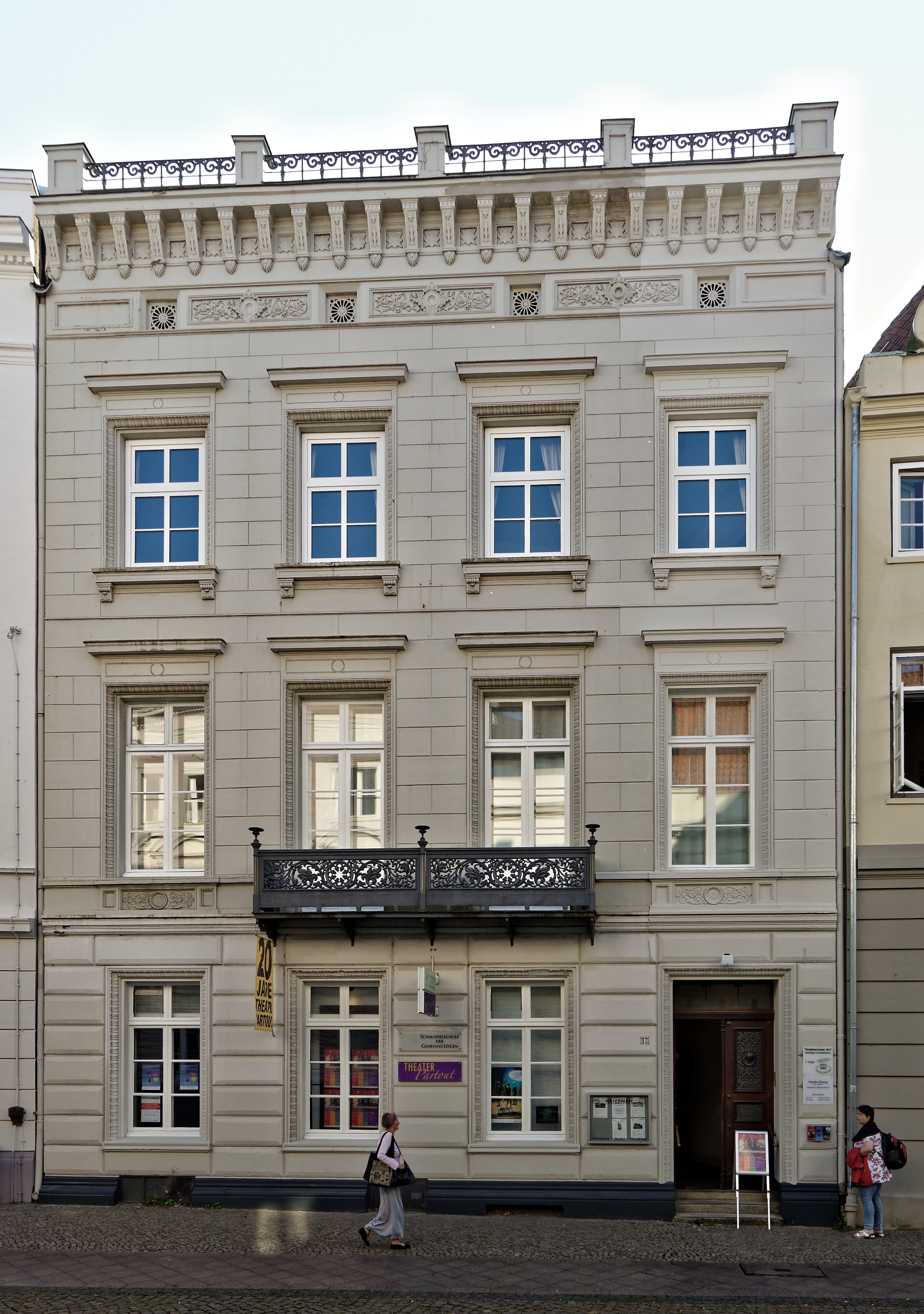
Fassade des Hauses Königstraße 17 (2015)

1910 eröffnete Oskar Meyer seine eigene Praxis in Lübeck. Er wurde Mitglied der Deutschen Gesellschaft für Orthopädische Chirurgie und der Gesellschaft zur Beförderung gemeinnütziger Tätigkeit. Sein Orthopädisches Institut richtete er in dem von ihm erworbenen Haus Königstraße 17 ein. Im Volksmund hieß der erfolgreiche Orthopäde bald Knochen-Meyer. Meyer war der erste Vertreter der damals neuen, modernen, gerätegestützten Medico-mechanischen Therapie nach Gustav Zander (Zandern) in der Region. Dafür wurde im hinteren Teil des Grundstücks ein Saalbau (Zandersaal) mit angeschlossener orthopädischer Werkstatt errichtet. Er engagierte sich in der Krüppelfürsorge und der orthopädischen Versorgung Kriegsversehrter aus dem Ersten Weltkrieg. Ab 1915 leitete er das Lübecker Lazarett für Kriegsverletzte.

### Ausgrenzung und Emigration
Ab 1933 war Oskar Meyer aufgrund der nationalsozialistischen Judenverfolgung zunehmender Isolierung ausgesetzt, auch wenn er nach eigenen Angaben zunächst noch Unterstützung in der Bevölkerung, bei den Krankenkassen und im Ärztlichen Verein zu Lübeck fand. Sein Name findet sich in den 1935 in den Lübecker Zeitungen und als Flugblatt von der NSDAP veröffentlichten Boykottaufrufen mit der Namensliste Erwerbstätige Juden in Lübeck. Er verlor seine Kassenzulassung und musste Haus und Praxis im Februar 1936 weit unter Wert an den arischen Arzt Walter Küchel (1899–1973) verkaufen. Der Auktionator Alwin Pump hielt am 15. Mai 1936 im Haus eine „große Versteigerung wegen Fortzugs“ des Wohnungsinventars.
Die Familie zog nach Hamburg, wo Oskar Meyer noch Mitglied im Kuratorium des Kulturbunds Deutscher Juden wurde, bevor ihm 1937 mit seiner Familie die Emigration nach London gelang. Hier fand er eine Anstellung als Assistenzarzt in einer Klinik für Rheumakranke.
Mit der 114. Ausbürgerungsliste vom 30. Mai 1939 wurde Oskar Meyer zusammen mit seiner Frau Lilli, geb. Cohn (geb. 6. Januar 1885 in Lübeck) und den zwei Kindern des Paares: Kurt Ludwig (geb. 1913) und Ilse Ruth (geb. 1918) ausgebürgert. Dadurch wurde die Familie staatenlos. Kurz danach erfolgte die Aberkennung der Promotion. Der Sohn Kurt Meyer nahm in Großbritannien den Namen Kenneth Leonard Miles an. Ilse heiratete im April 1940 den ebenfalls aus Deutschland geflüchteten Arzt Harry Brauer (geb. 1911 in Gleiwitz, gest. 2008) und ging mit ihm im Oktober 1940 auf der RMS Cameronia in die USA. Sie starb 2011. Ihre Nachkommen leben bis heute in den USA.
Am 1. September 1947 erhielten Oskar und Lilli Meyer die britische Staatsbürgerschaft.
Oskar Meyer starb 1959 während eines Besuchs bei Tochter und Schwiegersohn in Sisseton, South Dakota, und wurde auf dem jüdischen Friedhof in Fargo beigesetzt.

## Erinnerung

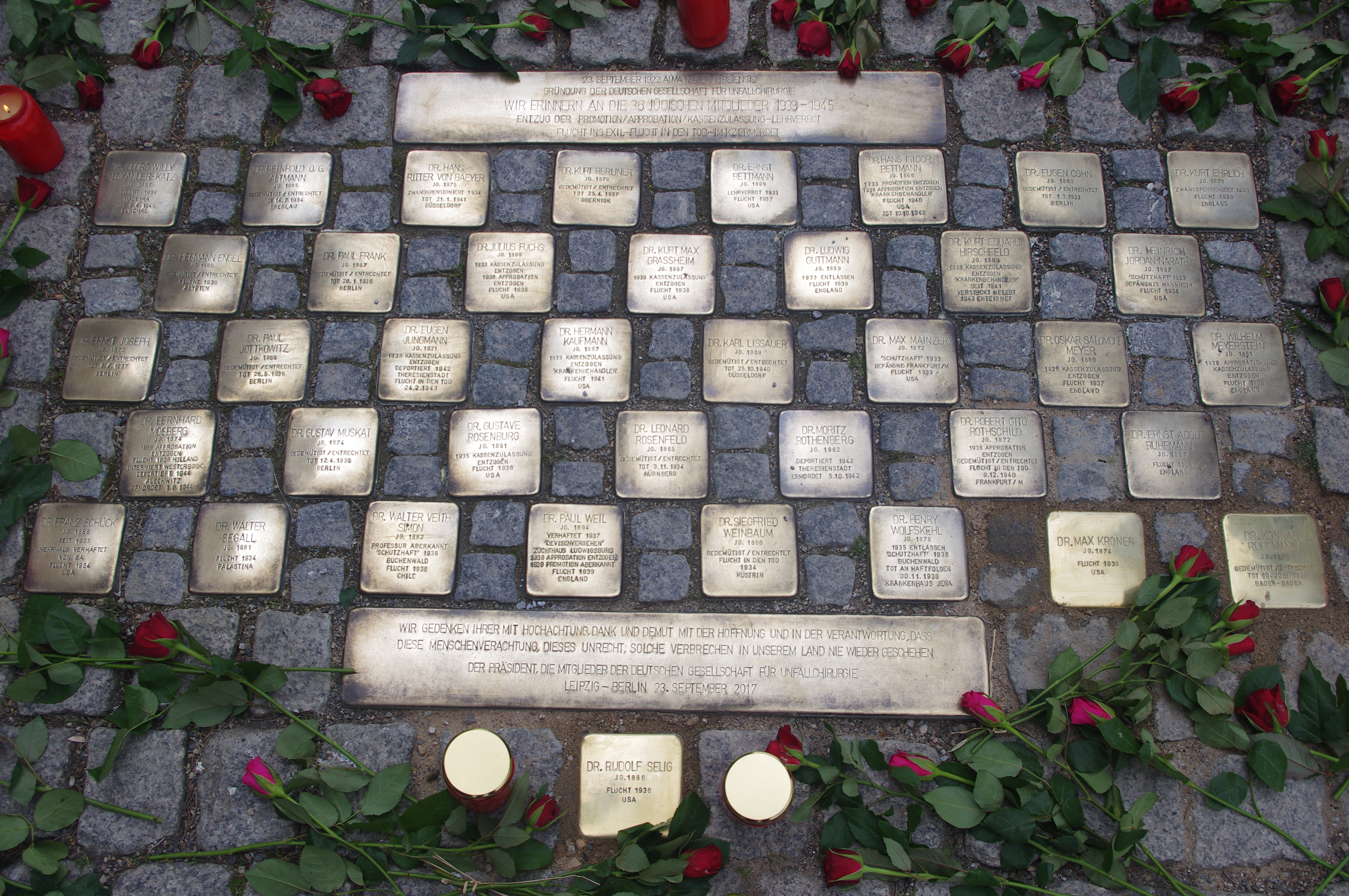
Stolpersteine in Leipzig (2023)

Seit 2017 erinnert ein Stolperstein in Leipzig an Oskar Meyer. Mit der Verlegung von einem Paar Stolperschwellen und zunächst 36 Stolpersteinen vor dem Chirurgischen Gebäude der Universität Leipzig am 30. November 2017 ehrte die Deutsche Gesellschaft für Unfallchirurgie e.V. sichtbar und dauerhaft frühere jüdische Mitglieder.

## Werke
- Beitrag zur Casuistik der acuten Becken‐osteomyelitis. Kiel 1904 (Dissertation) urn:nbn:de:gbv:8:2-3377916